# Тана Алта (Ливорно)
Тана Алта је насеље у Италији у округу Ливорно, региону Тоскана.
Према процени из 2011. у насељу је живело 61 становника. Насеље се налази на надморској висини од 27 м.